# Tào, Hà Trạch
Tào (giản thể: 曹县; phồn thể: 曹縣; Hán-Việt: Tào huyện; bính âm: Cáo Xiàn) là một huyện của địa cấp thị Hà Trạch, tỉnh Sơn Đông, Trung Quốc. Kinh đô cổ của nhà Thương từng nằm trên đất huyện Tào ngày nay.

### Nhai đạo
- Thành Quan (城关街道)
- Bàn Thạch (磐石街道)
- Thanh Hà (青菏街道)

### Trấn
| - Trang Trại (庄寨镇) - Phổ Liên Tập (普连集镇) - Thanh Cố Tập (青固集镇) - Đào Nguyên Tập (桃源集镇) - Hàn Tập (韩集镇) - Chuyên Miếu (砖庙镇) | - Cổ Doanh Tập (古营集镇 - Ngụy Loan (魏湾镇 - Trấn dân tộc Hồi-Hầu Tập (侯集回族镇) - Tô Tập (苏集镇) - Tôn Lão (孙老家镇) | - Diêm Điếm Lâu (阎店楼镇) - Lương Đê Đầu (梁堤头镇) - An Tài Lâu (安才楼镇) - Thiệu Trang (庄镇) - Vương Tập (王集镇) |

### Hương
| - Thanh Cương (青岗集乡) - Thường Nhạc Tập (常乐集乡) - Nghê Tập (倪集乡) - Lâu Trang (楼庄乡) | - Trịnh Trang (郑庄乡) - Đại Tập (大集乡) - Chu Hồng Miếu (朱洪庙乡) - Ngỗ Lâu (仵楼乡) |